# Live at Leeds
Az 1970-es Live at Leeds a The Who első koncertlemeze, az egyetlen, amelyet még a The Who fennállása és működése alatt adtak ki. Több kiadása jelent meg. 2003-ban 170. lett a Rolling Stone magazin Minden idők 500 legjobb albuma listáján. Minden idők egyik legjobb rock-koncertlemezének tartják, szerepel az 1001 lemez, amit hallanod kell, mielőtt meghalsz című könyvben. 2020-ban Minden idők 500 legjobb albuma listán 327. helyen szerepelt.

## Az album dalai
| 1. | Young Man Blues  | Mose Allison                  | 4:45 |
| 2. | Substitute       | Pete Townshend                | 2:05 |
| 3. | Summertime Blues | Jerry Capehart, Eddie Cochran | 3:22 |
| 4. | Shakin' All Over | Johnny Kidd                   | 4:15 |

| 1. | My Generation | Townshend | 14:27 |
| 2. | Magic Bus     | Townshend | 7:30  |

## Közreműködők
- Roger Daltrey – ének, szájharmonika, csörgődob
- John Entwistle – basszusgitár, vokál
- Keith Moon – dob, vokál
- Pete Townshend – gitár, vokál

## Fordítás
- Ez a szócikk részben vagy egészben a Live at Leeds című angol Wikipédia-szócikk ezen változatának fordításán alapul.  Az eredeti cikk szerkesztőit annak laptörténete sorolja fel. Ez a jelzés csupán a megfogalmazás eredetét és a szerzői jogokat jelzi, nem szolgál a cikkben szereplő információk forrásmegjelöléseként.